# 75 Водолея
75 Водолея (лат. 75 Aquarii, HD 216567) — одиночная звезда в созвездии Водолея на расстоянии приблизительно 775 световых лет (около 238 парсеков) от Солнца. Видимая звёздная величина звезды — +6,86m.

## Характеристики
75 Водолея — оранжевый гигант спектрального класса K2/3III. Радиус — около 25,01 солнечных, светимость — около 359,56 солнечных. Эффективная температура — около 4218 К.